# Moonpool

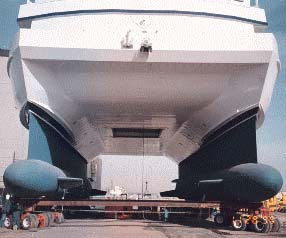
Der Moonpool ist als Öffnung an der Unterseite des Rumpfes des Forschungsschiffs Western Flyer erkennbar

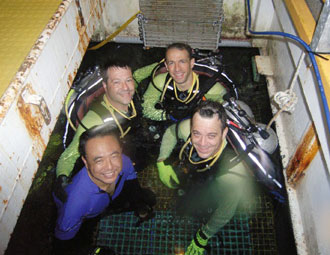
Taucher der NEEMO-13-Unterwasserexpedition der NASA-NOAA im Moon Pool

Moon Pool oder Moonpool (dt. wörtl. Mondbecken) ist die englische und international gebräuchliche Bezeichnung  für eine nach unten gerichtete Öffnung im Rumpf eines Schiffes oder einer schwimmenden Plattform für den Zugang zum Wasser. Ein Moonpool ermöglicht den geschützten Einsatz von Tauchern, Tauchrobotern und sonstigen Unterwassergeräten ohne Beeinträchtigung durch Wind und Seegang. Er ist überwiegend auf Bohrplattformen, Bohrschiffen, Forschungsschiffen, Taucherschiffen und Mehrzweckschiffen eingerichtet.

## Galerie von Bauarten

Querschnittskizze eines Katamarans oder einer halbtauchfähigen Plattform mit einem offenen Moonpool über der Wasseroberfläche
Querschnittskizze eines Schiffs mit offenem Moonpool auf Wasserhöhe
Querschnittskizze eines Schiffs mit einem Moonpool in einer luftdichten Kammer unterhalb der Wasseroberfläche
Querschnittskizze einer Unterwasserstation mit Moonpool in einer luftdichten Kammer